# Ácido 2,4-piridinodicarboxílico
Ácido 2,4-piridinodicarboxílico ou ácido lutidínico é um composto orgânico com a fórmula C7H5NO4 e massa molecular 167,12. Possui ponto de fusão 246 - 248°C, ponto de ebulição 357°C, densidade 0,942 g/cm3 (25°C), é muito solúvel em água e apresenta-se como um  pó branco. Consiste de um anel piridina substituído com dois grupo funcionais ácido carboxílico. É classificado com o número CAS 499-80-9, número de registro Beilstein 131631, número EC 207-892-2 e número MDL MFCD00006296.
Apresenta-se também monohidratado, de fórmula C7H5NO4•H2O e massa molecular 185,13 , classificado com o número CAS 207671-42-9, número de registro Beilstein 131631, número EC 207-892-2, número MDL MFCD00149413  e PubChem Substance ID 24898757.
É um dos seis isômeros ácido piridinodicarboxílico. Dentre os isômeros destacados encontram-se o ácido 2,5-piridinodicarboxílico, ou ácido isocincomerônico, e o ácido 3,5-piridinodicarboxílico.

## Usos
Ácido 2,4-piridinodicarboxílico é um inibidor in vitro e in cell, assim como é conhecido como inibidor das histona lisina demetilases. Ácido 2,4-piridinodicarboxílico tem sido usado em estudo para determinar que complexos de rutênio (II) exercem efeitos antimetastáticos sobre diversas variedades de células tumorais in vitro, obtido principalmente pelo efeito sobre a adesão, a migração e a angiogênese celular. Tem sido usado em estudo para desenvolver um ensaio que representa a primeira descrição de um ensaio de espectrometria de massa para um alvo epigenético.